# Cosmorhoe
Cosmorhoe är ett släkte av fjärilar som beskrevs av Jacob Hübner 1825. Cosmorhoe ingår i familjen mätare.

## Bildgalleri

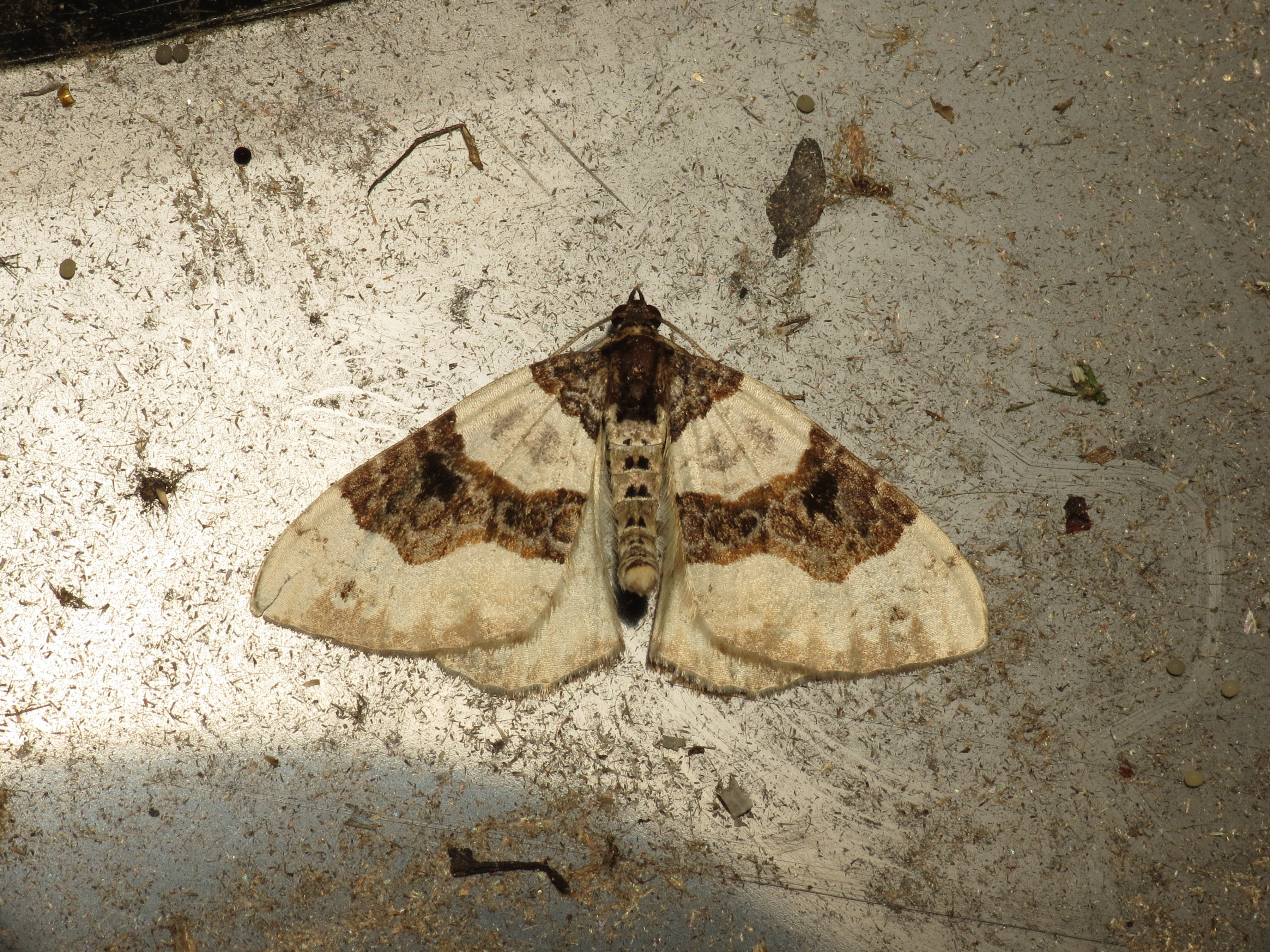
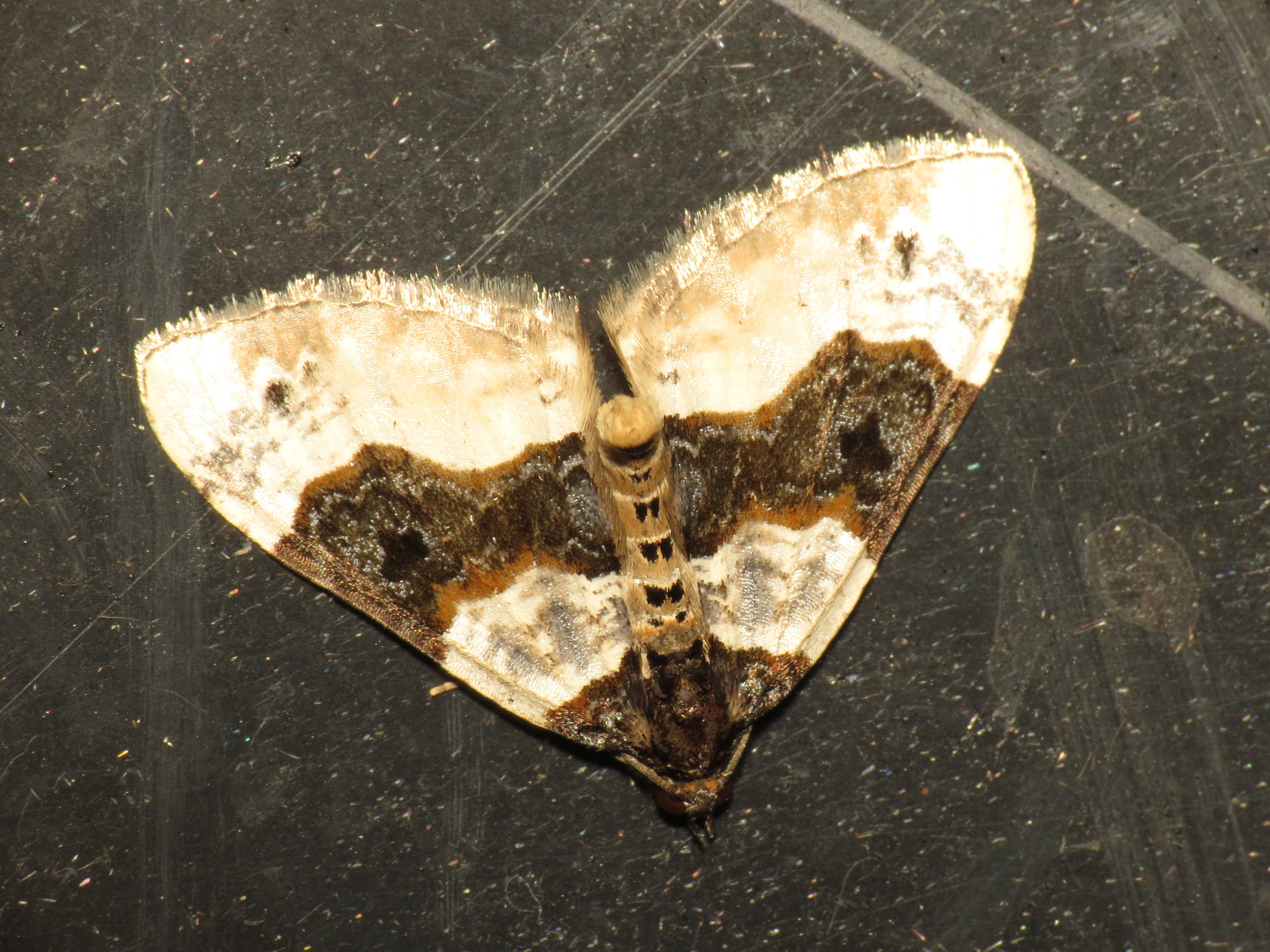
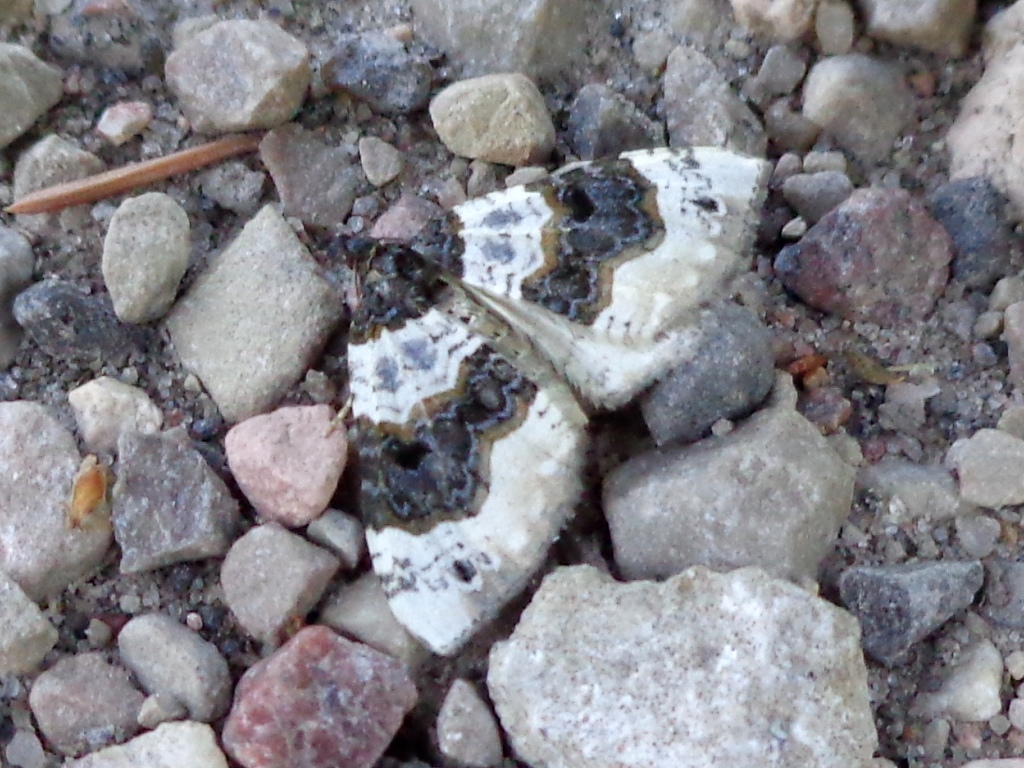
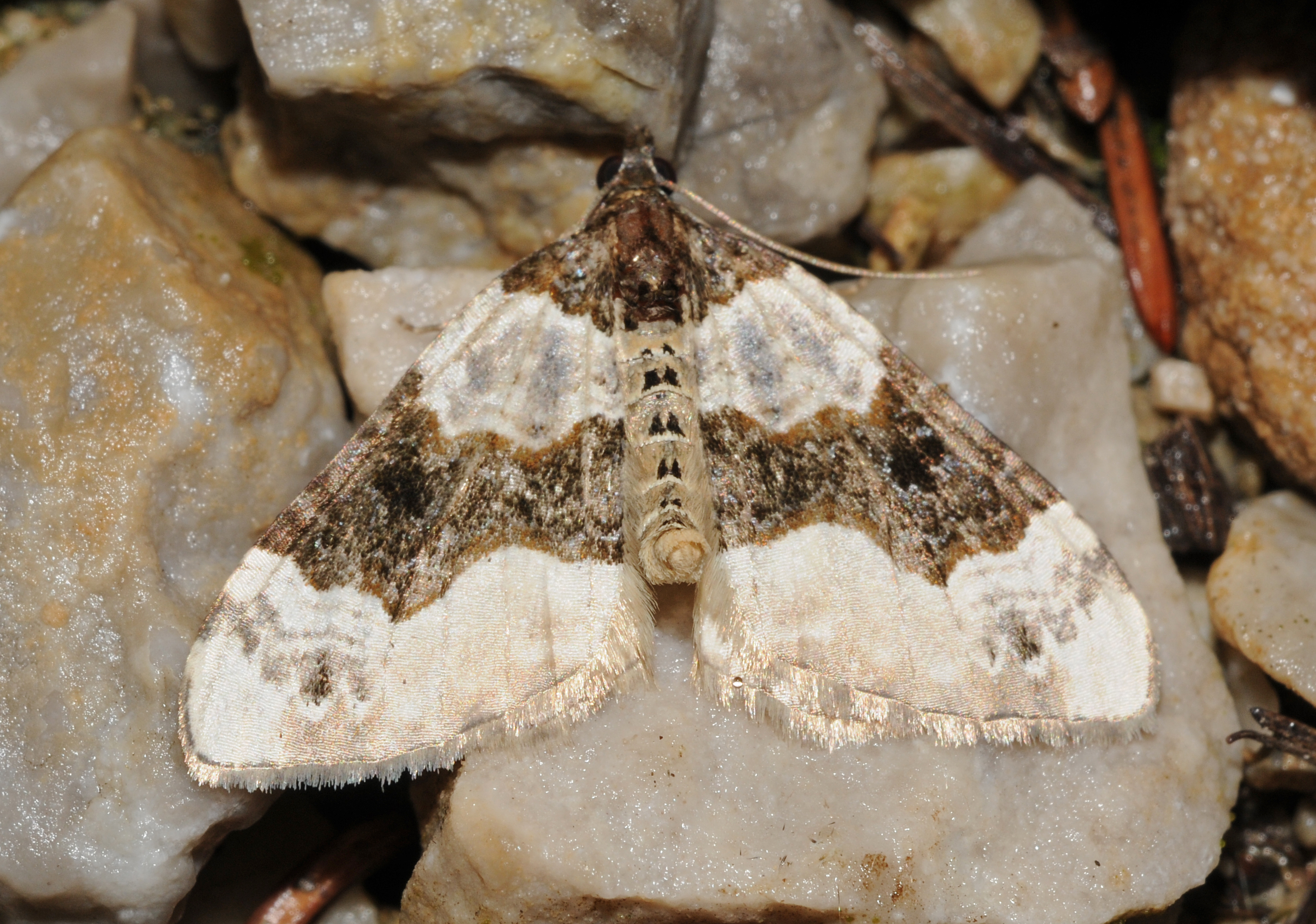
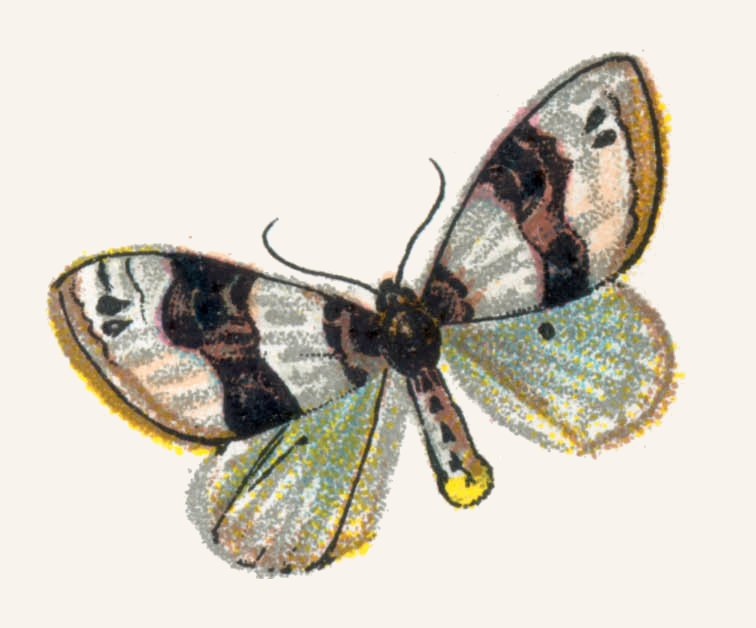
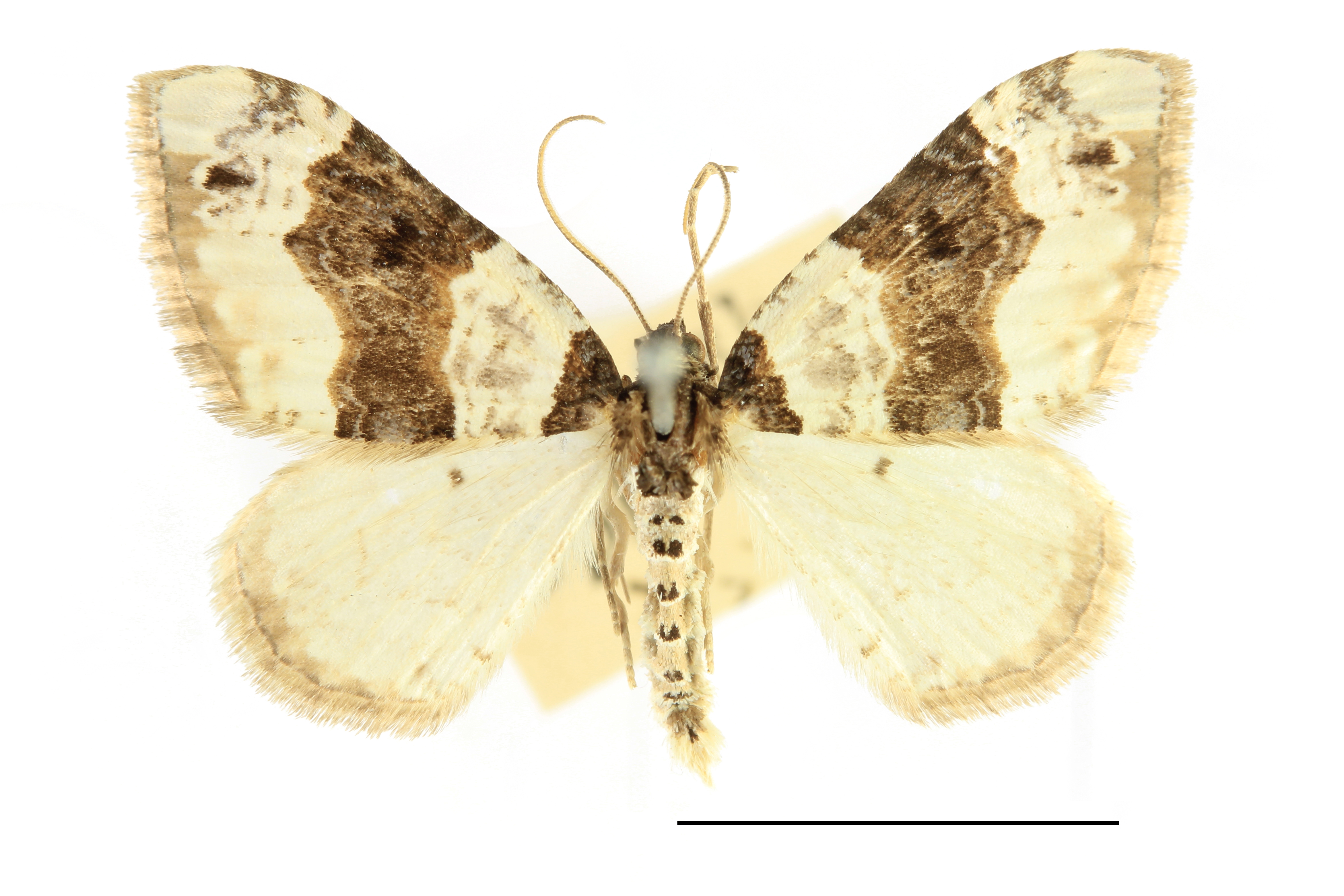

## Dottertaxa tillCosmorhoe, i alfabetisk ordning[1][2]
- Cosmorhoe albomarginata
- Cosmorhoe argentilineata
- Cosmorhoe artica
- Cosmorhoe caeruleotaenia
- Cosmorhoe carringtoni
- Cosmorhoe chalybearia
- Cosmorhoe coarctata
- Cosmorhoe costimacula
- Cosmorhoe crepuscularia
- Cosmorhoe decolorata
- Cosmorhoe defumata
- Cosmorhoe dispar
- Cosmorhoe divisa
- Cosmorhoe dubitatrix
- Cosmorhoe edentata
- Cosmorhoe expers
- Cosmorhoe incola
- Cosmorhoe insititiata
- Cosmorhoe interponenda
- Cosmorhoe janssoni
- Cosmorhoe lyncea
- Cosmorhoe lynceata
- Cosmorhoe maia
- Cosmorhoe minna
- Cosmorhoe minor
- Cosmorhoe moroëssa
- Cosmorhoe multipunctata
- Cosmorhoe neëlys
- Cosmorhoe nitidaria
- Cosmorhoe obscura
- Cosmorhoe ocellata
- Cosmorhoe opistholasia
- Cosmorhoe otregiata
- Cosmorhoe otregimima
- Cosmorhoe paradoxa
- Cosmorhoe piceata
- Cosmorhoe porrittii
- Cosmorhoe producta
- Cosmorhoe pustulata
- Cosmorhoe robiginata
- Cosmorhoe rotundaria
- Cosmorhoe siderifera
- Cosmorhoe suffumata
- Cosmorhoe synthetica
- Cosmorhoe szechuana
- Cosmorhoe tunkinskata